# Africa Movie Academy Awards
Les Africa Movie Academy Awards (AMAA ou AMA Awards) sont des récompenses de cinéma décernées chaque année depuis 2005 au Nigeria pour des films africains.
Les AMA Awards sont considérés comme les récompenses les plus prestigieuses du cinéma africain,.
Créée en 2005 par la réalisatrice Peace Anyiam Oswige, elle est la pionnière de l'expansion de Nollywood a travers le monde, Nollywood étant l'industrie cinématographique nigériane. Ainsi elle voulait mettre en avant le cinéma africain dans son ensemble et pas seulement nigérian. Les AMA Awards veulent être une plateforme pour l'exposition du cinéma africain, récompenser ces artistes et techniciens ainsi que de le promouvoir internationalement.
Le festival n'est pas seulement là pour exposer, il est aussi la pour promouvoir un réseau permettant a de nombreux jeunes réalisateurs tout comme plus expérimenté de pouvoir s'exporter aussi bien localement qu'internationalement.

## Catégories de récompense
- Meilleur film (Best Film)
- Meilleur réalisateur (Best Director)
- Meilleur acteur (Best Actor in a Leading Role)
- Meilleure actrice (Best Actress in a Leading Role)
- Meilleur acteur dans un second rôle (Best Actor in A Supporting Role)
- Meilleure actrice dans un second rôle (Best Actress in A Supporting Role)
- Meilleur premier film (Best First Feature Film by a Director)
- Meilleur espoir (Most Promising Actor)
- Meilleur scénario (Best Achievement In Screenplay)
- Meilleur film par un Africain vivant à l'étranger (Best Film by an African Living Abroad)
- Meilleure photographie (Best Achievement In Cinematography)
- Meilleur montage (Best Achievement In Editing)
- Meilleurs décors (Best Achievement In Production Design)
- Meilleurs costumes (Best Achievement In Costume Design)
- Meilleurs maquillages (Best Achievement In Make-Up)
- Meilleurs effets visuels (Best Achievement In Visual Effects)
- Meilleur son (Best Achievement In Sound)
- Meilleure bande originale (Best Achievement In Soundtrack)
- Meilleur film documentaire (Best Documentary)
- Meilleur film d'animation (Best Animation)
- Meilleur court métrage (Best Short Film)
- Meilleur film nigérian (Best Nigerian Film)
- Meilleur film en langue africaine (Best Film in an African Language)
- Meilleur film de diaspora (Best Diaspora Feature)
- Meilleur film documentaire de diaspora (Best Diaspora Documentary)
- Meilleur court métrage de diaspora (Best Diaspora Short Film)

## Cérémonies
- 2005 : 1re cérémonie
- 2006 : 2e cérémonie
- 2007 : 3e cérémonie
- 2008 : 4e cérémonie
- 2009 : 5e cérémonie
- 2010 : 6e cérémonie
- 2011 : 7e cérémonie
- 2012 : 8e cérémonie
- 2013 : 9e cérémonie
- 2014 : 10e cérémonie
- 2015 : 11e cérémonie
- 2016 : 12e cérémonie
- 2017 : 13e cérémonie
- 2018 : 14e cérémonie
- 2019 : 15e cérémonie
- 2020 : 16e cérémonie
- 2021 : 17e cérémonie
- 2022 : 18e cérémonie
- 2023 : 19e cérémonie
- 2024 : 20e cérémonie